# Kristian Lund
Kristian Lund (født 18. februar 1956 i Kastrup) er en dansk journalist, der siden 2015 har været chefredaktør og administrerende direktør for medievirksomheden Medicinske Tidsskrifter, som han selv er medejer af.
Kristian Lund blev oprindeligt uddannet cand.polit. fra Københavns Universitet i 1981 og tog efterfølgende sin journalistuddannelse fra Danmarks Journalisthøjskole i 1985.
Han var fra 1999 til 2003 ansvarshavende chefredaktør for B.T.. Derefter fungerede han fra 2006 til 2014 som chefredaktør og direktør for Dagens Medicin, hvorfra han blev afskediget i forbindelse med Børsens overtagelse af mediet og uenigheder med Børsens daværende ledelse om mediets fremtidige strategi. I forbindelse med afskedigelsen nedlagde han samtidig sit hverv som næstformand for Danske Mediers bestyrelse.
Kristian Lund har desuden været adm. direktør og chefredaktør for Børsens Nyhedsmagasin.